# Tibério Júlio Ferox
Tibério Júlio Ferox (em latim: Tiberius Iulius Ferox) foi um senador romano da gente Júlia nomeado cônsul sufecto para o nundínio em algum momento em 99 com um colega de nome desconhecido.

## Carreira
Quase nada se sabe sobre sua carreira, exceto que já era senador quando a dinastia flaviana chegou ao poder (69). Depois da queda deles (96), ganhou a confiança do imperador Trajano e tornou-se amigo de Plínio, o Jovem. Foi durante o seu mandato como cônsul sufecto que ocorreu o julgamento de Mário Prisco, o ex-procônsul da África, por corrupção. A decisão proferida por Ferox condenou-o ao exílio. 
Depois do consulado, foi superintendente das margens do Tibre (curator alvei et riparum Tiberis et cloacarum). Em 111, serviu como legado imperial em alguma província, mas não se sabe qual. Finalmente, entre 116 e 117, foi procônsul da Ásia, um posto que geralmente era considerado o ápice de uma bem-sucedida carreira senatorial. Depois disto, nada mais se sabe dele.
Em 103, é nomeado curador do Tibre. Em 111 era um legado imperial, mas o nome da província ainda não está estabelecido. Em 116-117 anos, como um procônsul governou a província da Ásia. O destino adicional é desconhecido.